# Juan Aguilera (Fußballspieler, 1908)
Juan Aguilera (* 28. Juli 1908 in Santiago de Chile, Chile; † 1. Oktober 1972) war ein chilenischer Fußballspieler.
Aguilera, der auf der Position des Stürmers spielte, war Mitglied der Nationalmannschaft seines Heimatlandes und nahm mit ihr an der ersten Fußball-Weltmeisterschaft 1930 in Uruguay teil. Dort kam er lediglich im Spiel gegen Argentinien am 13. Juli in Montevideo zum Einsatz, das Chile mit 1:3 verlor.

## Erfolge
- Primera División de Quillota: 1931, 1932, 1933
- Campeonato de Apertura de Quillota: 1931
- Copa Sporting de Quillota: 1933